# Hipolit Śliwiński
Hipolit Śliwiński (8. srpna 1866 Horodok – 11. června 1932 Lvov) byl rakouský stavitel a politik polské národnosti z Haliče, na počátku 20. století poslanec Říšské rady, v meziválečném období poslanec Sejmu.

## Biografie
V době svého působení v parlamentu se uvádí jako architekt a stavební mistr ve Lvově. Předsedal vydavatelství listu Nowy Wiek ve Lvově. Byl členem střeleckého sdružení.
Působil také coby poslanec Říšské rady (celostátního parlamentu Předlitavska), kam usedl ve volbách do Říšské rady roku 1911, konaných podle všeobecného a rovného volebního práva. Byl zvolen za obvod Halič 01.
Uvádí se jako polský demokrat (Polskie Stronnictwo Demokratyczne). Později patřil mezi jednoho ze zakladatelů Polské pokrokově-demokratické strany ve Lvově. Po volbách roku 1911 byl na Říšské radě členem poslaneckého Polského klubu.
Veřejně a politicky činným zůstal i v meziválečném období. Od roku 1919 do roku 1927 byl poslancem polského Sejmu (do roku 1922 ústavodárného Sejmu). Na Sejmu reprezentoval klub Polské lidové strany levice. Později měl blízko k formaci Związek Chłopski.